# 遂邑
遂邑，春秋时期古邑名，其前身为遂国，为齊滅遂之戰后齐国所置。一说在今山东宁阳县西北与肥城县接界处遂乡，一说在今东平县西北部遂城村南遂城遗址。